# Elastic
Elastic è un album del sassofonista jazz Joshua Redman, registrato nel marzo del 2002 e pubblicato nello stesso anno.
Tutti i brani sono stati composti da Redman stesso.

## Tracce
1. Molten soul – 08:07
2. Jazz crimes – 06:42
3. The long way home – 05:42
4. Oumou – 03:39
5. Still Pushin' that rock – 08:26
6. Can a good thing last forever ? – 06:16
7. Boogielastic - 07.39
8. Unknowing – 03:27
9. News from the front – 05:55
10. Letting go – 05:06
11. The bithday song – 07:43 (traccia 11 e 12)

## Formazione
- Joshua Redman – sassofono tenore, alto e soprano
- Sam Yahel – organo hammond, piano e tastiere
- Bashiri Johnson – congas, bongo e tramburello
- Brian Blade – percussioni